# Việt Nam, Việt Nam
"Việt Nam, Việt Nam" là bài hát của nhạc sĩ Phạm Duy, nổi tiếng với những câu: "Việt Nam ! Việt Nam ! nghe từ vào đời, Việt Nam hai câu nói trên vành nôi...".

## Lịch sử
Bài hát này ra đời năm 1966, lúc đầu nằm trong phần kết thúc của trường ca Mẹ Việt Nam, nhưng thường được hát thành một bài riêng. Vì giai điệu hùng tráng, lời ca chứa đựng lòng yêu nước nên có người cho rằng nó có tính cách của một bài quốc ca, và từng được đề nghị làm quốc ca Việt Nam Cộng hòa thay cho bài Tiếng gọi công dân.
Đây là một ca khúc ca ngợi quê hương Việt Nam trong thời bình, với lòng yêu quê hương thiết tha, qua tiếng Việt Nam được nghe từ lúc mới sinh ra ("Việt Nam, Việt Nam nghe từ vào đời") cho đến "hai câu nói sau cùng khi lìa đời", và đề cao tình người và hòa bình, với những câu như "Việt Nam không đòi xương máu / Việt Nam kêu gọi thương nhau / Việt Nam đi xây đắp yên vui dài lâu / Việt Nam trên đường tương lai / Lửa thiêng soi toàn thế giới " và với "Tình yêu đây là khí giới / Tình thương đem về muôn nơi / Việt Nam đây tiếng nói đi xây tình người" và kết thúc bằng câu "Việt Nam muôn đời".